# Yūki Kobori
Pour les articles homonymes, voir Kobori.
Yūki Kobori (小堀 勇氣, Kobori Yūki, né le 25 novembre 1993 à Ishikawa) est un nageur japonais. Il remporte la médaille de bronze du relais 4 × 200 mètres nage libre aux Jeux olympiques d'été de 2016 à Rio de Janeiro avec Kōsuke Hagino, Naito Ehara et Takeshi Matsuda.
Lors des Jeux asiatiques de 2018 à Jakarta, il bat le record du Japon du relais 4 x 100 m 4 nages, avec ses compatriotes Ryōsuke Irie (52.53), Yasuhiro Koseki (58.45), lui-même en (51.06) et Shinri Shioura (47.99), en échouant à 4/100e de la médaille d’or.